# Diagramma di Pourbaix

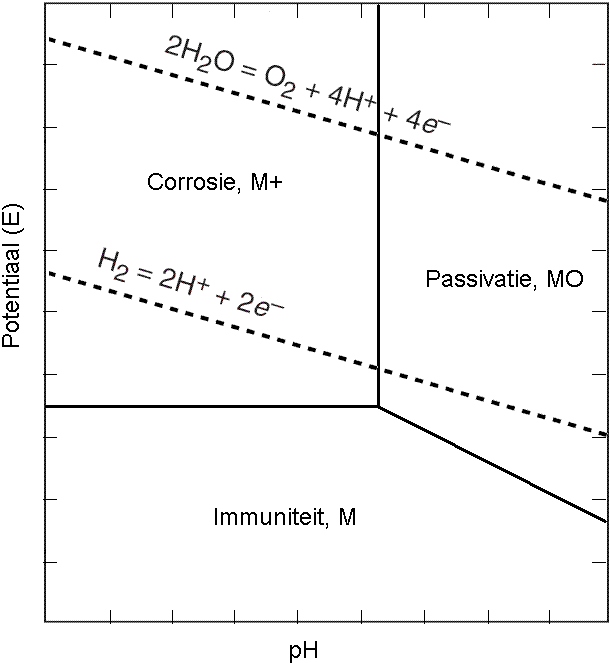
Diagramma di Pourbaix indicante le condizioni di stabilità di un materiale metallico.

Diagramma di Pourbaix per il ferro.

In elettrochimica, il diagramma di Pourbaix (o diagramma potenziale/pH o diagramma Eh/pH) è una rappresentazione delle possibili condizioni stabili (all'equilibrio) di un sistema elettrochimico in soluzione acquosa, a temperatura e pressione costante (in genere a T = 25 °C e P = 1 atm). Viene utilizzato per predire il comportamento corrosionistico di un materiale metallico.
Prende nome da Marcel Pourbaix (1904–1998), chimico belga che per primo li illustrò nel 1945.

## Costruzione dei diagrammi di Pourbaix
I sistemi elettrochimici che in genere sono studiati tramite il diagramma di Pourbaix sono i materiali metallici (cioè metalli e loro leghe) e da tale diagramma è possibile determinare il comportamento corrosionistico del materiale metallico.
Le principali reazioni redox che possono avvenire nel sistema elettrochimico in esame sono rappresentate dalle "curve di equilibrio", che possono essere delle rette o avere forme più complesse.
L'asse verticale di un diagramma di Pourbaix riporta il potenziale elettrico Eh, mentre l'asse orizzontale rappresenta il pH, che è legato alla concentrazione di ioni idrogeno dalla relazione:
{\displaystyle \mathrm {pH} =-\log[H^{+}]}
Le curve di equilibrio rappresentano dunque i valori dei potenziali elettrici Eh associati alle semireazioni di riduzione e ossidazione che possono avere luogo nel sistema elettrochimico in esame, al variare del pH.
Il potenziale elettrico viene calcolato dall'equazione di Nernst, che per una reazione redox del tipo Ox + n e– -> Red e alla temperatura di 25 °C (che è la temperatura alla quale si riferiscono i diagrammi di Pourbaix) si esprime come:
{\displaystyle E_{h}=E^{0}-{\frac {0,05916}{n}}\log {\frac {[Red]}{[Ox]}}}
in cui:
- E0 è il potenziale standard di riduzione;
- Eh è il potenziale elettrico rispetto all'elettrodo standard a idrogeno (SHE). In genere viene utilizzato come riferimento l'elettrodo standard a idrogeno, ma sono utilizzabili anche altri elettrodi di riferimento;
- Ox e Red indicano le produttorie delle concentrazioni delle specie elevato il loro coefficiente stechiometrico
- n indica il numero di elettroni coinvolti durante la reazione.

Variazioni di temperatura e concentrazione di ioni solvatati in soluzione tendono a spostare le linee di equilibrio, in accordo con l'equazione di Nernst.

### Semireazioni rappresentate in un diagramma di Pourbaix
Siccome i diagrammi di Pourbaix si riferiscono a sistemi elettrochimici in soluzione acquosa, in tali diagrammi sono sempre rappresentate le curve di equilibrio relative alle seguenti semireazioni:
- ossidazione del materiale metallico;
- sviluppo di idrogeno;
- riduzione di ossigeno.

Alle semireazioni sopracitate se ne possono aggiungere altre, a seconda del sistema elettrochimico considerato.
Gli equilibri acido-base (che sono "equilibri chimici") sono indipendenti dal potenziale elettrico, per cui sul diagramma di Pourbaix sono rappresentati da rette verticali. Le semireazioni di ossidazione dei materiali metallici non dipendono dal pH, per cui nel diagramma di Pourbaix sono rappresentati da rette orizzontali. Gli equilibri di tipo elettrochimico possono essere invece rappresentati da rette aventi pendenza qualsiasi.
La semireazione di ossidazione del materiale metallico è:
M → Mn+ + ne-
Il potenziale elettrico associato a tale semireazione dipende dalla concentrazione degli ioni metallici, per cui nel diagramma di Pourbaix a questa semireazione corrisponde un fascio di rette orizzontali parallele, accanto a ognuna delle quali viene indicato il parametro log(aMn+), dove a è l'attività, spesso approssimata con la concentrazione; quindi le indicazioni "0, -2, -4 e -6" accanto alle curve di equilibrio relative all'ossidazione del materiale metallico indicano rispettivamente una concentrazione pari a 1, 10−2, 10−4 e 10−6 mol/L.
La semireazione di sviluppo di idrogeno in ambiente acido (pH < 7) è:
2H+ + 2e- → H2
mentre in ambiente basico (pH > 7) è:
2 H2O + 2e- → H2 + 2OH-
La semireazione di sviluppo dell'ossigeno in ambiente acido (pH < 7) è:
O2 + 4H+ + 4e- → 2H2O
mentre in ambiente basico (pH > 7) è:
O2 + 2H2O + 4e- → 4OH-
Le curve di equilibrio relative allo sviluppo di idrogeno e alla riduzione dell'ossigeno sono due rette diagonali (in genere rappresentate tratteggiate) aventi pendenza uguale, pari a -0,05916. In particolare le curve di equilibrio relative allo sviluppo di idrogeno presentano la seguente equazione generale:
EH+/H2 = -0,05916 pH
mentre le curve di equilibrio relative alla riduzione di ossigeno presentano la seguente equazione generale:
EO2/H2O = 1,229 - 0,05916 pH

### Zone del diagramma di Pourbaix

A sinistra: le tre zone in un diagramma di Pourbaix delimitate dalle curve di equilibrio relative allo sviluppo di idrogeno e alla riduzione di ossigeno.
A destra: zone del diagramma di Pourbaix indicanti grossolanamente il comportamento di un materiale metallico.

Le zone delimitate dalle curve di equilibrio del metallo rappresentano le condizioni del sistema elettrochimico, che possono essere:
- immunità: il materiale metallico non è attaccabile dalla corrosione;
- corrosione: il materiale metallico è attaccabile dalla corrosione;
- passivazione: il materiale metallico è ricoperto da uno strato superficiale di ossidi o idrossidi;[6] tale condizioni di passivazione portano ad effettiva protezione del materiale metallico (cioè a "passività") solo se lo strato superficiale ricopre l'intera superficie ed è abbastanza aderente a essa (quindi la condizione di "passivazione" non sempre porta a "passività");[3] un esempio di materiale passivato è l'acciaio inox.

Le curve di equilibrio relative allo sviluppo di idrogeno e alla riduzione dell'ossigeno dividono il diagramma di Pourbaix in tre zone:
- una zona inferiore, in cui l'acqua viene elettrolizzata a idrogeno;
- una zona centrale, in cui l'acqua è stabile;
- una zona superiore, in cui l'acqua viene elettrolizzata a ossigeno.

Perché la corrosione possa avvenire bisogna trovarsi nella zona centrale, in cui l'acqua è stabile, mentre nelle altre due zone si ha la decomposizione dell'acqua anziché del materiale metallico.